# Bradypus torquatus
El perezoso de collar (Bradypus torquatus) es una especie de mamífero placentario de la familia Bradypodidae que habita solo en Brasil. Es listado como Vulnerable de UICN Red List. No se conocen subespecies.

## Características
El perezoso de collar mide unos 50 cm de longitud y pesa unos 4,5 kg. Tiene la cabeza, las orejas y los ojos pequeños y la cola corta escondida bajo el pelaje. El pelaje externo es oscuro, largo, denso y está normalmente colonizado por algas ácaros, garrapatas, escarabajos y polillas; sobre la cabeza, cuello y hombros tiene aspecto de crin. Por debajo existe una capa de pelo fino, denso y pálido.

## Historia natural
El perezoso de collar lleva una vida completamente arborícola y solitaria. Se alimenta de hojas, brotes y ramas tiernas de unas pocas especies de árboles, especialmente Cecropia. Raramente baja al suelo, donde solo puede arrastrarse, ya que es incapaz de alzarse y caminar;  solo desciende para defecar o para trasladarse a otro árbol, cuando no puede acceder a él a través de sus ramas. Su principal defensa es permanecer inmóvil y, en caso de mayor apuro, dar zarpazos con sus formidables uñas. Son buenos nadadores.

## Distribución y estado de conservación
En 1955 el perezoso de collar vivía en Bahia, Espírito Santo y Río de Janeiro, en el este de Brasil en el bosque costero de Bahia. Su población ha declinado debido a la destrucción de ese tipo de bosque para la extracción de madera, producción de carbón vegetal, instalación de plantaciones y pastos, y caza excesiva.